# Ambás (Villaviciosa)
Ambás (en asturiano y oficialmente: San Pedru Ambás) es una aldea y una parroquia del concejo asturiano de Villaviciosa, en España.
Oficialmente el topónimo de la parroquia es, en asturiano, San Pedru Ambás. Tiene una extensión de 4,24 km² en la que habitan un total de 138 personas (INE 2011).
La aldea de Ambás, en la que viven 29 personas, se encuentra a unos 200 metros de altitud sobre el nivel del mar, a 6 km de la capital del concejo. Las casas se encuentran a ambos lados de la carretera AS-380 y su principal festividad es el día de San Pedro.
De Ambás parte una carretera que lleva al Monasterio de Valdediós.

## Poblaciones
Según el nomenclátor de 2011, la parroquia está formada por:
- Ambás (aldea): 29 habitantes 43°26′44.329776″N 5°29′5.425831″O / 43.44564716000, -5.48484050861
- Castiello (oficialmente, en asturiano, Castiellu) (aldea): 34 habitantes 43°27′11.579146″N 5°29′17.882118″O / 43.45321642944, -5.48830058833
- Daja (oficialmente, Daxa) (casería): 25 habitantes 43°26′28.067324″N 5°28′41.543693″O / 43.44112981222, -5.47820658139
- Lloses (lugar): 14 habitantes 43°26′33.649733″N 5°29′23.638871″O / 43.44268048139, -5.48989968639
- Xiana (oficialmente Siana) (casería): 5 habitantes 43°27′33.818258″N 5°29′39.251122″O / 43.45939396056, -5.49423642278
- La Viesca (casería): 7 habitantes43°26′40.311194″N 5°28′29.134632″O / 43.44453088722, -5.47475962000
- Villabona (aldea): 24 habitantes